# Larmes d'avenir
Pour plus de détails, voir Fiche technique et Distribution.
Larmes d'avenir (titre original : Im Reich der Reblaus, litt. Dans l'empire du phylloxéra) est un téléfilm autrichien réalisé par Harald Sicheritz diffusé pour la première fois en 2005.
Il s'agit de la première partie de la série en trois épisodes Mutig in die neuen Zeiten (litt. Audacieux dans les temps nouveaux), qui traite, dans chaque épisode, de dix ans d'histoire autrichienne après la Seconde Guerre mondiale.

## Synopsis
La série raconte le destin imbriqué de trois familles différentes (ouvriers, aristocrates et industriels juifs) de la ville de Vienne de l'après-guerre entre 1953 et 1955.
Le mari d'Elfi Redlich a disparu en 1942 sur le front oriental. La couturière travaille dur pour élever ses deux enfants. Elle a une liaison avec l'officier américain Hal, qui assume également le rôle de père pour les enfants. Le traité d'État en cours de négociation fait face au retrait imminent des troupes américaines, et Elfi se demande si elle et ses enfants devraient partir avec Hal.
Lors de la remise d'une robe de mariée pour le mariage de la jeune comtesse Valerie Ulmendorff avec le noble hongrois Ferencz Tamasy, elle rencontre son oncle, le fabricant de machines Johann Ulmendorff, et son collaborateur Otto Hasak. Peu de temps après, Ulmendorff est arrêté dans le secteur soviétique. Depuis qu'Elfi a récemment observé une conversation confidentielle entre Hasak et un officier russe, elle considère qu'il est un agent.
Après l’arrestation d’Ulmendorff, Hasak prend la direction de l’usine. À la surprise générale, le véritable propriétaire, le Juif Paul Berkowitz, revient avec sa femme d'Israël à Vienne. Ulmendorff n'avait repris l'usine de machines que pour le temps de guerre, puis l'avait restituée. Pour cela, des précautions avaient déjà été prises. Il s'avère que Hasak a travaillé avec une mafia de contrebandiers russo-autrichiens. Puisqu'il ne peut pas tenir ses accords, il se heurte à des difficultés potentiellement mortelles. Mais aussi l'entreprise a des difficultés. Une vague de purges staliniennes a éliminé les contacts clés en Russie, menaçant de perturber les relations commerciales importantes avec les partenaires commerciaux allemands.

## Fiche technique
- Titre : Larmes d'avenir
- Titre original : Im Reich der Reblaus
- Réalisation : Harald Sicheritz
- Scénario : Harald Sicheritz
- Musique : Peter Herrmann, Lothar Scherpe
- Direction artistique : Bertram Reiter
- Costumes : Thomas Oláh
- Photographie : Thomas Kiennast (de)
- Son : Thomas Schmidt-Gentner
- Production : Kurt Mrkwicka
- Société de production : MR Filmproduktion
- Société de distribution : Österreichischer Rundfunk
- Pays de production :  Autriche
- Langue : allemand
- Format : Couleur - Dolby Digital
- Genre : Drame
- Durée : 102 minutes
- Date de première diffusion :
  - Autriche : 26 octobre 2005 sur ORF 2.

## Distribution
- Nina Proll : Elfi Redlich
- Harald Krassnitzer (de) : Johann Ulmendorff
- Helmut Berger (de) : Gregor Ulmendorff
- Roland Düringer : Otto Hasak
- Maria Köstlinger (de) : Gerti Baumer
- Thaddäus Reich (de) : Karli Redlich
- Coco Huemer : Moni Redlich
- Wolf Bachofner : Pollak
- Wolfgang Böck : Leo Beierl
- Jaymes Butler : Joseph
- Julie Engelbrecht : Valerie Ulmendorff
- Karl Fischer (de) : Wildgruber
- Michou Friesz (de) : Mme Pivonka
- Imola Gáspár : Inka Tamasy
- Lucas Gregorowicz (de) : Ferencz Tamasy
- Fritz Karl : Ferdinand Redlich
- Johannes Silberschneider : Viktor Redlich
- August Zirner (de) : Paul Berkowitz
- Adele Neuhauser : Rita Berkowitz

## Source de traduction
- (de) Cet article est partiellement ou en totalité issu de l’article de Wikipédia en allemand intitulé « Im Reich der Reblaus » (voir la liste des auteurs).